# Flirt d'été
Pour plus de détails, voir Fiche technique et Distribution.
Flirt d'été est un film muet français réalisé par Georges Denola, sorti en 1911.

## Fiche technique
- Titre : Flirt d'été
- Réalisation : Georges Denola
- Scénario :
- Photographie :
- Montage :
- Société de production : Pathé frères
- Société de distribution : Pathé frères
- Pays de production :  France
- Langue : film muet avec les intertitres en français
- Métrage : 200 mètres
- Format : Noir et blanc — 35 mm — 1,33:1 — Muet
- Genre : Comédie
- Durée : 6 minutes et 40 secondes
- Date de sortie : 
  - France : 31 mai 1911